# 'N' Dey Say
"'N' Dey Say" is een single van de Amerikaanse rapper Nelly, van z'n studioalbum Suit (2004). In het nummer is gebruikgemaakt van samples van "True", een nummer van Spandau Ballet. De videoclip werd geregisseerd door Chris Robinson.

## Hitlijsten
| Hitlijst (2005)                | Hoogste positie |
| ------------------------------ | --------------- |
| VS Billboard Hot 100           | 64              |
| VS Billboard Top 40 Mainstream | 21              |
| VS Billboard Top 40 Tracks     | 37              |
| VS Billboard Rhythmic Top 40   | 34              |
| UK Singles Chart               | 6               |